# Sainte-Reine (Savoie)
Sainte-Reine ist eine französische Gemeinde mit 170 Einwohnern (Stand 1. Januar 2022) im Département Savoie in der Region Auvergne-Rhône-Alpes. Sie gehört zum Arrondissement Chambéry und ist Mitglied des Gemeindeverbands Communauté d’agglomération du Grand Chambéry. Die Bewohner werden Routhenains und Routhenaines genannt.

## Geographie
Sainte-Reine liegt auf 830 m, etwa 18 Kilometer ostnordöstlich der Präfektur Chambéry und 32 Kilometer südlich der Stadt Annecy (Luftlinie). Das Dorf erstreckt sich im Nordwesten des Département Savoie, im Massiv der Bauges, in der breiten Talsenke des Ruisseau des Grands Prés am Westfuß der Dent d’Arclusaz.

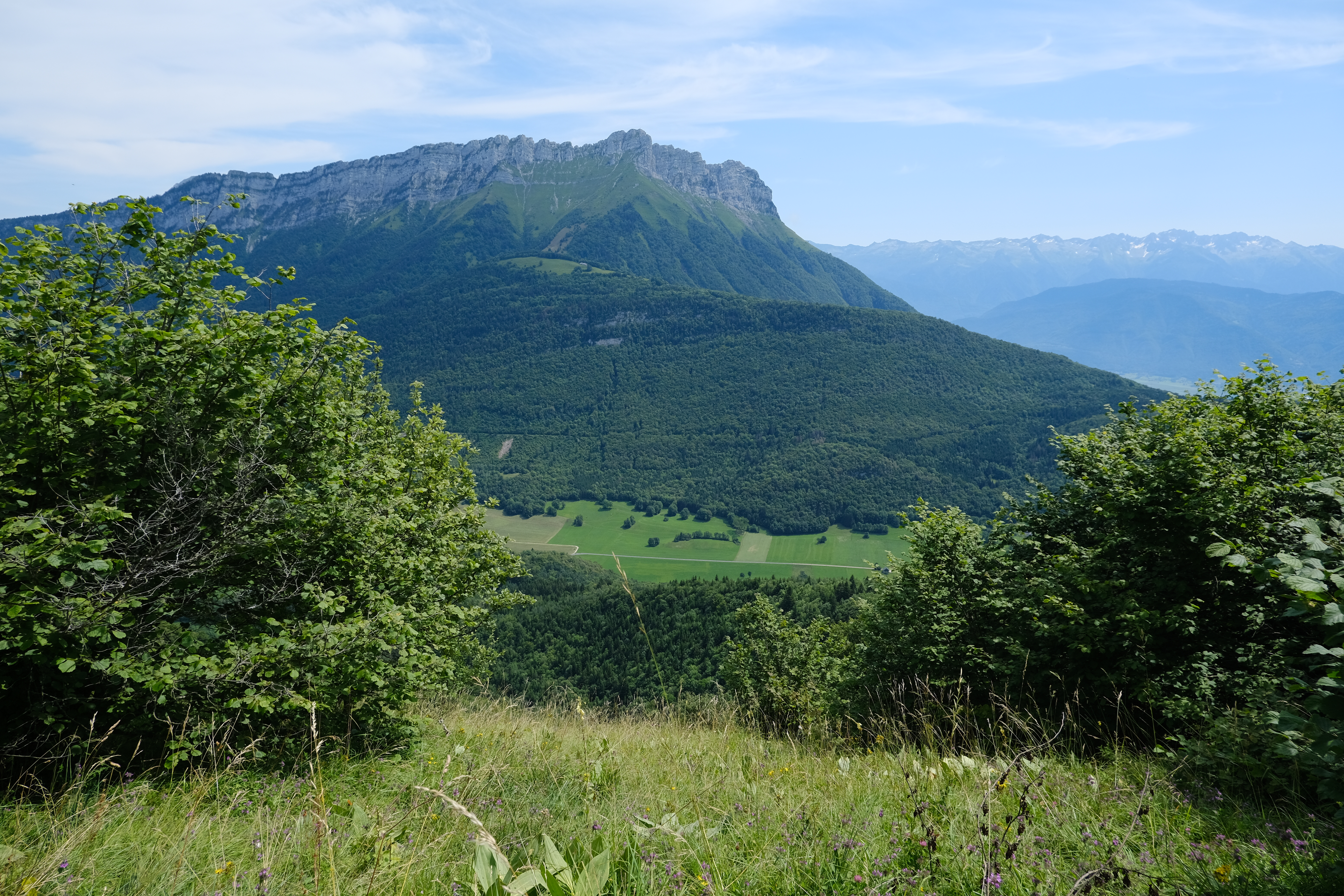
Dent d’Arclusaz

Die Fläche des 14,62 km² großen Gemeindegebiets umfasst einen stark reliefierten Abschnitt des Massivs der Bauges. Der zentrale Teil wird von einer breiten Talsenke eingenommen (rund 1 km breiter flacher Talboden), die durch den Ruisseau des Grands Prés nach Norden zum Chéran entwässert wird. Nach Süden reicht das Gemeindeareal fast bis zur Passhöhe des Col du Frêne, der die Verbindung zum Isèretal herstellt. Flankiert wird die Talschaft im Westen von Mont Pelat (1543 m) und Mont Chardonnet (1405 m), im Osten von den markanten Felswänden der Dent d’Arclusaz, auf der mit 2040 m die höchste Erhebung von Sainte-Reine erreicht wird. Die Gemeinde liegt innerhalb des Regionalen Naturparks Massif des Bauges (frz.: Parc naturel régional du Massif des Bauges).
Zu Sainte-Reine gehören neben dem Weiler mit der Kirche auch die Siedlungen:
- Épernay (780 m) am Ruisseau des Grands Prés
- Routhennes (860 m) am Aufstieg zum Col du Frêne

Nachbargemeinden von Sainte-Reine sind École im Norden und im Osten, Saint-Pierre-d’Albigny und Saint-Jean-de-la-Porte im Süden sowie Aillon-le-Jeune im Westen.

## Geschichte
Die Pfarrei von Sainte-Reine findet sich 1198 als Ecclesia Sancte Radegonde erstmals urkundlich erwähnt und ist nach der heiligen Radegundis benannt. Spätere Dokumente schreiben den Ort Sainte-Reyne und latinisiert Sancta Regina. Er gehörte bis zum Ende des Ancien Régime zur Herrschaft Bauges.

## Sehenswürdigkeiten
Die Dorfkirche von Sainte-Reine wurde im 19. Jahrhundert im Stil der Neugotik errichtet. Daneben stehen das Pfarrhaus, die Schule und das Gemeindehaus. In Épernay befinden sich eine Kapelle und ein ehemaliges Herrschaftshaus.

## Bevölkerung
| Jahr                       | 1962 | 1968 | 1975 | 1982 | 1990 | 1999 | 2006 | 2011 | 2020 |
| Einwohner                  | 206  | 182  | 144  | 136  | 138  | 124  | 140  | 159  | 172  |
| Quellen: Cassini und INSEE |      |      |      |      |      |      |      |      |      |

Mit 170 Einwohnern (Stand 1. Januar 2022) gehört Sainte-Reine zu den kleinsten Gemeinden des Département Savoie. Nachdem die Einwohnerzahl in der ersten Hälfte des 20. Jahrhunderts stark rückläufig war, blieb sie ziemlich konstant und stieg seit Beginn der 2000er Jahre leicht an.

## Wirtschaft und Infrastruktur
Sainte-Reine war bis weit ins 20. Jahrhundert hinein ein vorwiegend durch die Landwirtschaft, insbesondere Milchwirtschaft und Viehzucht, geprägtes Dorf. Daneben gibt es heute einige Betriebe des lokalen Kleingewerbes. Einige Erwerbstätige sind Wegpendler, die in den größeren Ortschaften der Umgebung ihrer Arbeit nachgehen.
Die Ortschaft liegt abseits der größeren Durchgangsstraßen an einer Departementsstraße, die von Alby-sur-Chéran durch das Massiv der Bauges und über den Col du Frêne nach Saint-Pierre-d’Albigny führt. Der nächste Anschluss an die Autobahn A43 befindet sich in einer Entfernung von rund 15 Kilometern.